# Werner Schroeter

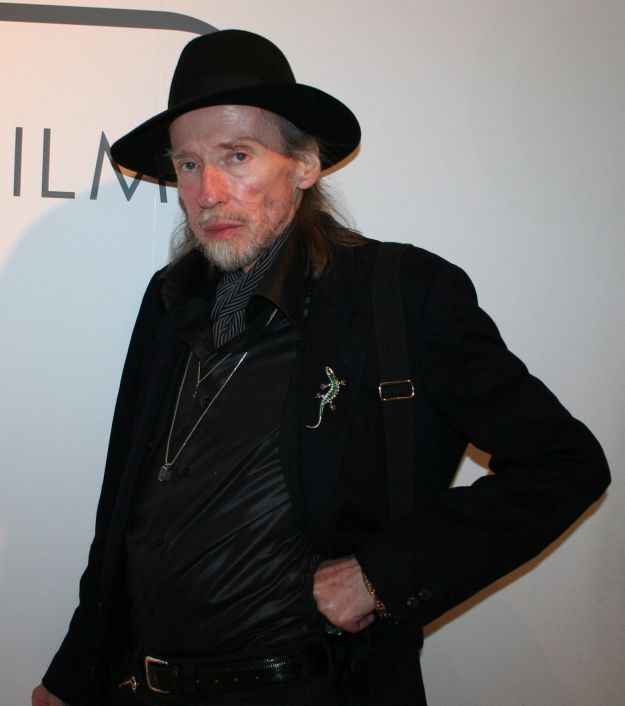
Werner Schroeter (2009)

Werner Schroeter (* 7. April 1945 in Georgenthal; † 12. April 2010 in Kassel) war ein deutscher Film-, Opern- und Theater-Regisseur.

## Leben

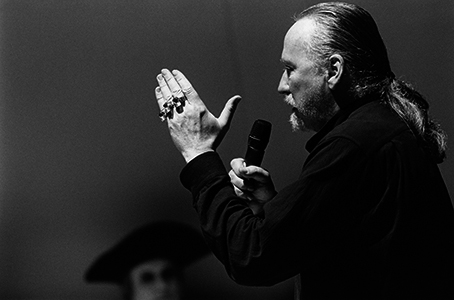
Werner Schroeter (2000)

Werner Schroeter, Sohn eines Ingenieurs, wuchs in Bielefeld und Heidelberg auf. Im Alter von fünf Jahren äußerte er bereits den Wunsch, Filmregisseur zu werden. Ein einschneidendes Erlebnis war für ihn im Alter von dreizehn Jahren die Radioübertragung einer Opernarie von Maria Callas, die ihn zum ersten Mal mit dem Thema Oper in Berührung brachte. Die Callas wurde für ihn zum einzigen Idol seines Lebens, er bezeichnete sie in Interviews als „Botin zwischen Gott und den Menschen“. Nach dem Abitur in Heidelberg studierte er drei Semester lang Psychologie in Mannheim und arbeitete nebenher als Journalist. Ende der 1960er Jahre brachte sich Schroeter das Filmemachen mit ersten experimentellen Arbeiten auf 8-mm- und 16-mm-Film selbst bei. Im Jahr 1969 arbeitete er als Regieassistent und Darsteller an Rosa von Praunheims Film Schwestern der Revolution mit. Einige seiner ersten Kurzfilme widmen sich Maria Callas. Ein begonnenes Studium an der Hochschule für Fernsehen und Film München hatte er bereits nach wenigen Wochen abgebrochen. Ersten Erfolg brachte ihm der über zweistündige Experimentalfilm Eika Katappa ein, der von der Internationalen Filmwoche Mannheim 1969 mit dem Josef-von-Sternberg-Preis ausgezeichnet wurde.
Seit 1972 erarbeitete Schroeter regelmäßig Theater- und Operninszenierungen in Städten wie Berlin, Bochum, Hamburg, Düsseldorf und Bonn, aber auch an ausländischen Theatern in Paris, Brasilien und Italien.
Schroeter gilt neben Rainer Werner Fassbinder, Wim Wenders, Alexander Kluge, Werner Herzog und Volker Schlöndorff als einer der wichtigen Filmregisseure der deutschen Nachkriegszeit. Mit Palermo oder Wolfsburg gewann er den Goldenen Bären der Berliner Filmfestspiele 1980. Er betätigte sich zudem als Produzent, Drehbuchautor, Kameramann und Schauspieler bei zahlreichen Filmen. Partner in seinem Filmschaffen waren unter anderem Magdalena Montezuma, Isabelle Huppert, Hermann Killmeyer, Produzent Paulo Branco, Kamerafrau Elfi Mikesch, Filmeditorin Juliane Lorenz und Standfotografin Digne Meller-Marcovicz. Schroeter, der offen zu seiner Homosexualität stand, war eine Zeit lang mit Rosa von Praunheim liiert, mit dem er 1968 den Kurzfilm Grotesk-Burlesk-Pittoresk mit Magdalena Montezuma in der Hauptrolle drehte.
Im Jahr 1972 war Schroeter mit dem Film Der Tod der Maria Malibran Teilnehmer der Documenta 5 in Kassel in der Abteilung Filmschau: Anderes Kino. 2008 erhielt Schroeter für Nuit de chien eine Einladung in den Wettbewerb der 65. Filmfestspiele von Venedig. Das Drama ist eine Umsetzung von Juan Carlos Onettis Roman Para esta noche mit unter anderem Pascal Greggory, Amira Casar, Elsa Zylberstein und Nathalie Delon in den Hauptrollen. Schroeter wurde mit dem Sonderpreis der Jury der Filmfestspiele von Venedig 2008 für sein „innovatives, kompromissloses und oft provokantes“ Werk ausgezeichnet. Er wurde bei der Berlinale 2010 mit dem schwul-lesbischen Teddy Award geehrt, weil er als ein radikaler Experimentierer und großer Außenseiter des Neuen Deutschen Films gelten kann. Mitte März desselben Jahres wurde ihm der Bielefelder Friedrich Wilhelm Murnau Filmpreis zuteil.

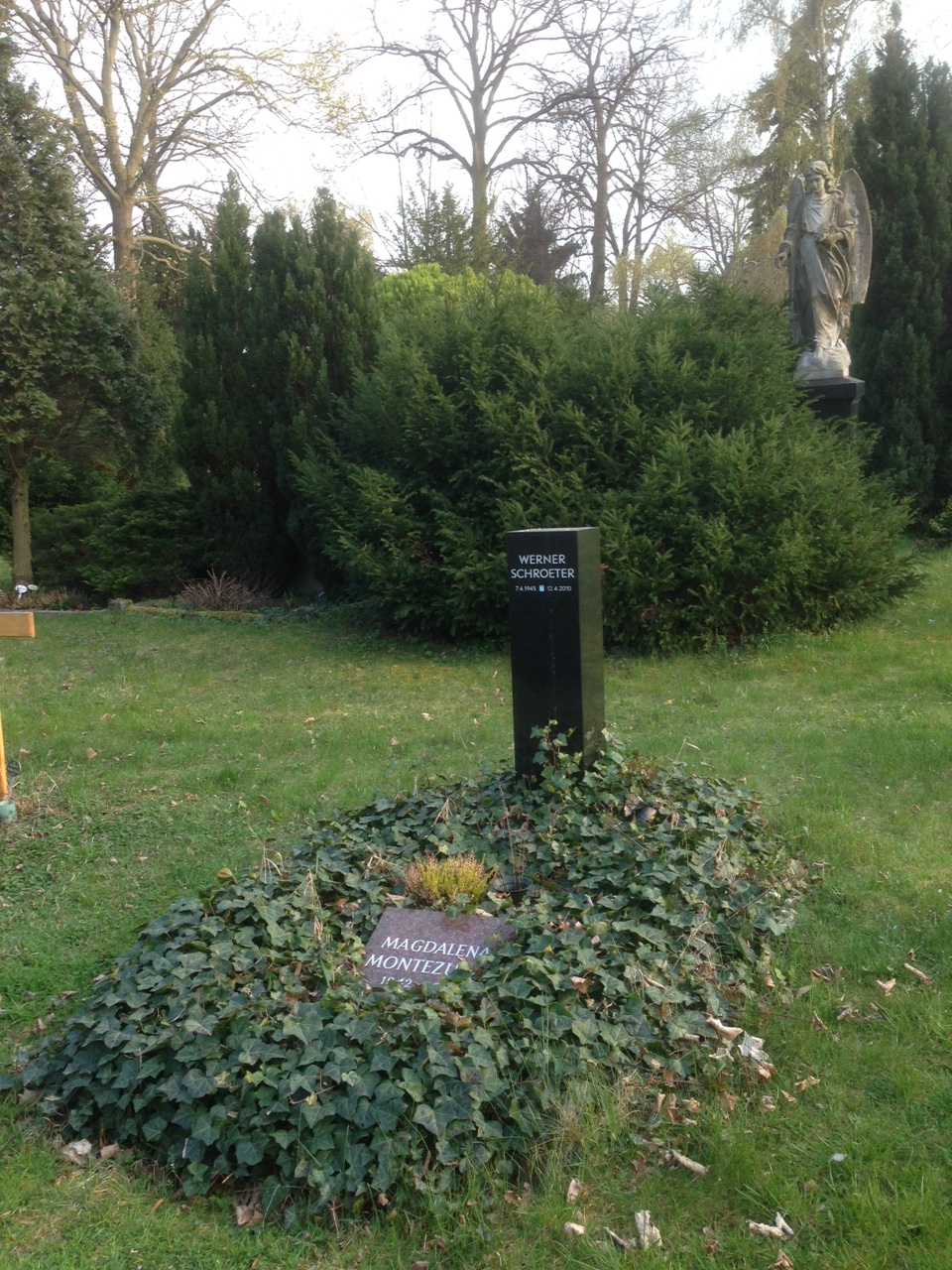
Bild der Grabstelle von Werner Schroeter in Berlin

Schroeter starb im Alter von 65 Jahren in einer Kasseler Klinik an den Folgen seiner Krebserkrankung. Seine letzte Ruhe fand er auf dem Kirchhof IV der Jerusalems- und Neuen Kirchengemeinde in der Abt. J 010-008-015 (GPS-Daten 52.48774, 13.40301). Seit 2015 befindet sich auf seiner Grabstelle der Grabstein von Magdalena Montezuma, die von Schroeter gelegentlich als meine Muse bezeichnet wurde.
Die Akademie der Künste ehrte 2018 Schröters Künstlerfreunde, Elfi Mikesch und Rosa von Praunheim mit der Ausstellung Abfallprodukte der Liebe in ihren Räumen. Der Titel der Ausstellung entspricht Schroeters gleichnamigem Film.

### Ausdrucksformen im Film
Sein Schaffen wird dem Neuen Deutschen Film zugerechnet. Oftmals bedient Schroeter sich in seinen Filmen opulenter, expressiver Mittel, in denen seine Verbundenheit zu Oper und Theater offensichtlich wird. Auch in seinen Dokumentarfilmen setzt er solche Mittel ein, beispielsweise in Form von Montage inszenierter expressiver Sequenzen mit den dokumentierenden Passagen des Films. So gesetzte Kommentare geben der Dokumentation einen vordergründig subjektiven Charakter, veranschaulichen letztlich jedoch auf künstlerische Weise zentrale Aspekte des jeweiligen Themas. Als Beispiel für diese Herangehensweise lässt sich der Film Abfallprodukte der Liebe nennen, in dem verschiedene Opernsänger und Ausschnitte ihrer Arbeit porträtiert werden. Hier ist es u. a. die geschickte Montage von persönlichen Interviews und inszenierten Dialogen und Arien, die den Film dazu bringt, die Künstlichkeit des Opernmilieus zu durchbrechen und die Menschen dahinter nahbar zu machen.

### Tätigkeit als Filmdozent
Um die Jahrtausendwende führte Werner Schroeter Übungen zur Regie- und Schauspielerführung an der Münchener Hochschule für Fernsehen und Film durch: Abschied im Bett – Übung zum postorgasmischen Abschiednehmen und im Folgejahr Krieg – Deine Männer, Deine Frauen – Ohne Frauen kein Krieg.

## Werk

### Filmografie
- 1967: Verona
- 1968: Aggressionen
- 1968: Callas Walking Lucia
- 1968: Callas-Text mit Doppelbeleuchtung
- 1968: Faces
- 1968: Grotesk – Burlesk – Pittoresk (Co-Regie mit Rosa von Praunheim)
- 1968: Himmel hoch
- 1968: La morte d’Isotta
- 1968: Maria Callas Porträt
- 1968: Mona Lisa
- 1968: Paula – Je reviens
- 1968: Übungen mit Darstellern
- 1968: Virginia’s Death
- 1969: Argila
- 1969: Eika Katappa. Eine Kollage aus Spielszenen und Musik
- 1969: Neurasia
- 1969: Nicaragua
- 1970: Anglia
- 1970: Der Bomberpilot
- 1971: Macbeth
- 1971: Salome
- 1972: Der Tod der Maria Malibran
- 1973: Willow Springs
- 1975: Der schwarze Engel
- 1975: Johannas Traum
- 1976: Goldflocken
- 1978: Neapolitanische Geschwister / Nel regno di Napoli
- 1980: Palermo oder Wolfsburg
- 1980: Die Generalprobe
- 1980: Weiße Reise
- 1981: Tag der Idioten
- 1982: Liebeskonzil
- 1983: Der lachende Stern
- 1986: Auf der Suche nach der Sonne
- 1986: Der Rosenkönig
- 1986: Zum Beispiel Argentinien
- 1991: Malina
- 1996: Poussières d’amour – Abfallprodukte der Liebe
- 2000: Die Königin – Marianne Hoppe
- 2002: Deux
- 2008: Nuit de chien – Diese Nacht

### Fotografische Arbeiten
Anfang 2009 wurden zum ersten Mal Photographien Schroeters in einer Ausstellung unter dem Namen autrefois et toujours in München öffentlich ausgestellt. Seit 1973 bildete der Regisseur die Gefährten seines Kunst- und Lebenswegs ab, wie zum Beispiel Magdalena Montezuma, Christine Kaufmann und Antonio Orlando. Die Arbeiten sind mit Polaroid-, Minox- und Einwegkameras entstanden und ohne digitale Manipulation vergrößert worden.

### Autobiografie
- Tage im Dämmer, Nächte im Rausch. Autobiographie (mit Claudia Lenssen; Vorwort: Elfriede Jelinek). Aufbau Verlag, Berlin 2011, ISBN 978-3-351-02732-2

## Auszeichnungen

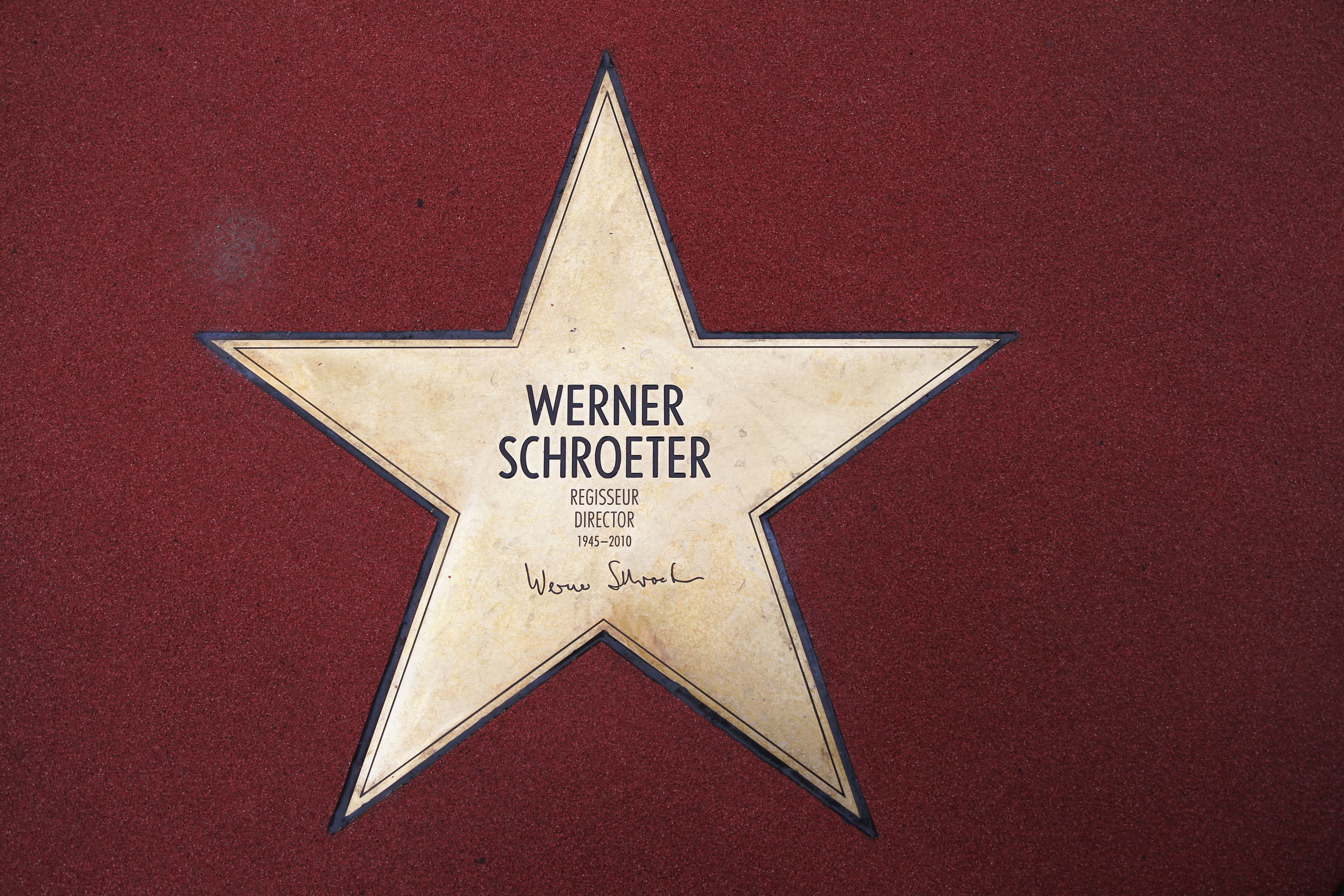
Schroeter auf dem Boulevard der Stars (2011)

- 1969: Josef-von-Sternberg-Preis des Internationalen Filmfestivals Mannheim-Heidelberg für Eika Katappa
- 1978: Preis des Fernsehfilm-Festivals Baden-Baden für Neapolitanische Geschwister
- 1979: Filmband in Gold (Beste Regie) für Neapolitanische Geschwister
- 1979: Adolf-Grimme-Preis mit Gold für Neapolitanische Geschwister
- 1980: Goldener Bär der Internationalen Filmfestspiele Berlin für Palermo oder Wolfsburg
- 1981: Filmband in Silber für seinen im Auftrag des ZDF gedrehten Dokumentarfilm Die Generalprobe über das Theaterfestival Nancy
- 1982: Filmband in Gold (Beste Regie) für Tag der Idioten
- 1983: Kritikerpreis des São Paulo International Film Festival für Liebeskonzil
- 1987: Rotterdam Preis („Works Award“) des International Film Festival Rotterdam
- 1988: Sonderpreis des Kultusministers von Nordrhein-Westfalen beim Adolf-Grimme-Preis für Auf der Suche nach der Sonne
- 1991: Filmband in Gold (Beste Regie) für Malina
- 1996: Preis der Stadt Hof auf den Internationalen Hofer Filmtagen
- 1996: Ehrenleopard des Internationalen Filmfestivals von Locarno
- 1997: Preis der deutschen Filmkritik für Poussières d’amour – Abfallprodukte der Liebe
- 2000: Dokumentarfilmpreis der Duisburger Filmwoche für Die Königin – Marianne Hoppe
- 2000: Arte-Preis für Die Königin – Marianne Hoppe
- 2008: Goldener Löwe (Leone d’Oro) der Internationalen Filmfestspiele von Venedig für das Gesamtwerk
- 2009: Besondere Auszeichnung des Festival des deutschen Films in Ludwigshafen für Nuit de chien
- 2010: Spezial-Teddy
- 2010: Friedrich Wilhelm Murnau Filmpreis
- 2011: Stern auf dem Boulevard der Stars in Berlin

## Filme über Schroeter
- 2011: Mondo Lux – Die Bilderwelten des Werner Schroeter – Dokumentarfilm, Deutschland, 97 Min., Buch und Regie: Elfi Mikesch.[10]
- 2012: Rosas Welt – Regie: Rosa von Praunheim